# Андерсон, Уэс
Уэсли Уэльс А́ндерсон (англ. Wesley Wales Anderson; род. 1 мая 1969, Хьюстон, Техас, США) — американский кинорежиссёр, сценарист, актёр и кинопродюсер. Один из представителей американского независимого кино. Андерсон работает в основном в жанрах комедии и трагикомедии; для его фильмов характерен необычный визуальный стиль с узнаваемыми авторскими приёмами (симметрия кадра, пастельные цвета, нестандартное использование декораций и экранных титров).
Номинант на премию «Оскар» в категории «Лучший оригинальный сценарий» за фильмы «Семейка Тененбаум» (2001) и «Королевство полной луны» (2012). Также был дважды номинирован на премию в категории «Лучший анимационный полнометражный фильм» за мультфильмы «Бесподобный мистер Фокс» (2009) и «Остров собак» (2018). Как режиссёр, сценарист и продюсер был номинирован на премию «Оскар» в 2015 году за фильм «Отель „Гранд Будапешт“». В 2024 году Андерсон получил «Оскар» в категории «Лучший игровой короткометражный фильм» за фильм «Чудесная история Генри Шугара».

## Биография
Уэсли Уэльс Андерсон родился 1 мая 1969 года в Хьюстоне, Техас, США. Отец Уэсли, Мэлвер Андерсон, был владельцем рекламной компании, а его мать, Тексас Андерсон (Texas Anderson), работала археологом, а впоследствии стала агентом по недвижимости. Андерсон рос с двумя братьями, Эриком и Мелом, родители развелись, когда Андерсону исполнилось 8 лет. Позже Андерсон описал развод родителей как «самое важное событие в моей жизни и жизни моих братьев». Ситуация с разводом послужила предпосылкой к написанию истории «Семейка Тененбаум».
Андерсон получил хорошее образование, сначала посещая среднюю школу Вестчестера и школу Сент-Джон, а затем обучаясь на факультете философии в университете Остина, где подружился с Оуэном Уилсоном.
Дебютный фильм Андерсона, «Бутылочная ракета» (1996), основанный на событиях короткометражки, который он сделал с Люком и Оуэном Уилсонами. Картина была хорошо принята критиками, но провалилась в прокате.
Следующий фильм Андерсона, «Академия Рашмор» (1998), причудливая комедия о событиях, происходящих в престижной академии Рашмор, где неудачливый ученик Макс Фишер влюбляется в молодую учительницу, в главных ролях Джейсон Шварцман и Билл Мюррей. Картину ждал успех как у критиков, так и у зрителей. Мюррей с этого момента появлялся в каждом фильме Андерсона и по сей день. В этой картине формируется уникальный стиль Уэса, который сделает его узнаваемым во всём кинематографе.
Фильм «Семейка Тененбаум» (2001) показал ещё больший успех, чем «Академия Рашмор», заработав более $ 50 млн на внутренних кассовых сборах, а также был номинирован на премию «Оскар» (первая номинация для Андерсона) в категории «Лучший оригинальный сценарий».
Следующая картина Андерсона — «Водная жизнь Стива Зиссу» (2004). Кино посвящено Жаку-Иву Кусто и его творчеству. Является самой масштабной и дорогой картиной в карьере Андерсона (бюджет 50$ млн), но отзывы критиков оказались смешанными, и картину ждал провал в прокате.
В 2007 году Андерсон снимает «Поезд на Дарджилинг», в котором три брата (Оуэн Уилсон, Джейсон Шварцман и Эдриен Броуди) ищут мать, уехавшую с миссией в Индию. Режиссер вдохновлялся фильмами Сатьяджита Рая.
В следующем работе, «Бесподобном мистере Фоксе» 2009 года Уэс Андерсон отходит от фильмов с реальными актёрами к покадровой анимации. Новый подход позволяет ему ещё сильнее усилить контроль над кадром и окончательно закрепить стиль режиссёра.
После этого Андерсон возвращается в игровое кино и в 2012 году снимает «Королевство полной луны» — историю побега двух влюблённых подростков.
В 2014 году выходит «Отель «Гранд Будапешт»» о приключениях консьержа и коридорного в предвоенной Зубровке, краже картины «Мальчик с яблоком» и начале войны. Фильм принёс большую прибыль ($ 172,9 млн сборов), вызвал интерес зрителей и восторг у критиков, выиграв награды Берлинского кинофестиваля, премии «Золотой глобус», BAFTA, «Оскар» и множество других.
В 2015 году Андерсон спроектировал бар Luce фонда Prada в Милане в эстетике Италии пятидесятых и шестидесятых годов прошлого века, с отсылками к культуре того периода в мебели и интерьере.
Осенью 2018 года Уэс Андерсон и Джуман Малуф курировали выставку «Мумия Шпицмауса в гробу и другие сокровища» в венском Музее истории искусств. Эта выставка — самая масштабная в истории музея. Кураторы отсмотрели более 4 миллионов экспонатов, а в экспозицию вошло 450 экспонатов — от мумии мыши до королевских корон.
В 2018 году режиссёр возвращается к технике покадровой анимации для создания фильма «Остров собак», в котором мальчик ищет своего пса на карантинном острове в Японии будущего.
Сразу после этой работы Андерсон приступает к «Французскому вестнику» — альманаху историй о сотрудниках выдуманного журнала и героях их материалов. Выход фильма запланировали на лето 2020 года, но его пришлось перенести сначала на осень того же года, а затем на осень 2021 года из-за пандемии COVID-19.
Следующей работой режиссёра стал «Город астероидов», премьера которого состоялась 23 мая 2023 года на 76-м Каннском кинофестивале. Сюжет фильма посвящён съезду юных астрономов в обстановке ретрофутуристичных 50-х годов и постановке пьесы об этом событии.
Осенью 2023 года на экраны вышла вторая экранизация произведений Роальда Даля от Уэса Андерсона — короткометражный фильм «Чудесная история Генри Шугара», в котором снялись Бенедикт Камбербэтч, Дев Патель, Рэйф Файнс и Бен Кингсли. Он был показан 1 сентября 2023 года на 80-м Венецианском кинофестивале и получил признание критиков. За ним последовал ограниченный прокат в кинотеатрах США 20 сентября и премьера на Netflix 27 сентября 2023 года. Также были выпущены ещё три короткометражных фильма по произведениям Роальда Даля — «Лебедь», «Крысолов» и «Яд», премьера которых также состоялась на Netflix 28 сентября, 29 сентября и 30 сентября 2023 года, соответственно. На 96-й церемонии вручения премии «Оскар» «Чудесная история Генри Шугара» была номинирована в категории «Лучший игровой короткометражный фильм» и выиграла, что принесло Уэсу Андерсону первую победу на «Оскаре»; однако он не явился на вручение премии из-за занятости на съёмках своего следующего фильма. В том же месяце четыре короткометражных фильма были объединены в один фильм-антологию под названием «Чудесная история Генри Шугара и ещё три», который вышел 15 марта 2024 года на Netflix. В марте 2024 года Андерсон начал производство в Германии нового фильма под названием «Финикийская схема», в котором подтверждены актёры Бенисио дель Торо, Майкл Сера и Билл Мюррей, а также ожидается появление некоторых других постоянных звёзд Андерсона.

## Личная жизнь
Андерсон живет в Париже. Его жена — художница Джуман Малуф. Именно ей посвящён фильм «Королевство полной луны». В 2016 году у пары родилась дочь Фрея, названная в честь героини фильма «Смертельный шторм» Фрэнка Борзейги.
Его брат — писатель, иллюстратор и актер Эрик Чейз Андерсон. Он иллюстрировал выпуски Criterion Collection некоторых фильмов Андерсона («Академия Рашмор», «Семейка Тененбаум», «Водная жизнь Стива Зиссу» и «Поезд на Дарджилинг») и озвучил Кристофферсона Сильверфокса в фильме «Бесподобный мистер Фокс».

## Режиссёрский стиль
Режиссёрский стиль Уэса вдохновлён картинами многих режиссёров, причем это выражается как в эмоциональных аспектах, так и декларированном стилистическом или идейном влиянии. Например, фильм Мартина Скорсезе «Злые улицы» прямо вдохновил Андерсона на создание дебютной картины «Бутылочная ракета».
Влияние на принципы постановки, приемы съемки, эстетику оказали, например, Стэнли Кубрика (особенно его «Заводной апельсин»), представители французской «новой волны» Франсуа Трюффо и Луи Маль, а также Жак Тати, Педро Альмодовар, Сатьяджит Рай, Джон Хьюстон, Майк Николс, Хэл Эшби, Вуди Аллен, Орсон Уэллс и Роман Полански.
Пятью своими любимыми фильмами, увиденными на DVD, Андерсон называет «Terror’s Advocate» (англ.), аниме «Евангелион», «Из жизни марионеток», «Уроки жизни» и «Пропавший без вести»
.

### Сюжеты, темы и персонажи
Фильмы Андерсона — преимущественно комедии, но с меланхоличными и драматичными элементами. В центре историй — дисфункциональные семьи, сложные отношения между родственниками, поиск своего места и противостояние сопротивляющемуся или меняющемуся миру.
При этом мир фильмов Андерсона — не отражение реальности, а её преображение, от сказочного до почти карикатурного. Например, Нью-Йорк Тененбаумов — это представление о месте тех, кто никогда там не жил, намеренная транспозиция реальности, отражающая дисфункцию семьи и непринятие этого факта её членами. Собственно, большинство персонажей фильмов Уэса живут в закрытой самореферентной среде.
Карикатурность как художественный приём часто проявляется и на сюжетном уровне. Например, в повторяющихся элементах, отсылающих к жанру фильмов-ограблений — непосредственно кражам, а также неожиданным исчезновениям, побегам, трюкам.
Правдоподобные, но маловероятные истории помогают ощутить ироническую отстраненность от реальности. Это подталкивает зрителя к идентификации себя с центральными героями: травмированными и, на первый взгляд, кажущимися неудачниками, но обладающими амбициозностью и определенной чистотой души. Фильмы Андерсона обычно посвящены историям их личностного роста. Иногда этот рост заметен явно как «Бесподобном мистере Фоксе», а иногда его почти не видно как в «Поезде на Дарджилинг».
По словам Андерсона, все его фильмы — личные, от начала до конца.

Я не задаюсь целью исследовать какой-то конкретный аспект своей личности. Каждый раз получается по-новому: «Королевство», например, кто-то однажды назвал «воспоминанием о фантазии». Это эмоции, которые я сам испытывал в том возрасте, и моё представление о том, как эти эмоции надо выражать.

### Визуальный стиль и композиция
Происходящее в фильмах режиссёра — стилизация, оммаж различным культурным пластам, часто без конкретизированных аллюзий. Хотя, например, во «Французском вестнике» Андерсон предоставляет список референсов. Но их влияние на картину не всегда можно проследить. Явно видны отсылки к «Золоту Неаполя» Витторио Де Сики, «Наслаждению» Макса Офюльса, «Китаянке» Годара, «Четыреста ударов» Трюффо, «Времени развлечений» Жака Тати, остальной список прослеживается уже не так чётко.
В основе визуального стиля Андерсона лежит симметрия, центрирование, красочная палитра и высокая степень детализации. Режиссер всегда использует широкоэкранное соотношение сторон (от 1,85:1 до 2,35:1), что в сочетании со съёмкой широкоугольными объективами обеспечивает увеличенное поле зрения. Это позволяет насыщать кадр мелкими деталями, фоновым действием, символами, и, наконец, «воздухом», что в сумме создает внутренний порядок в изображении.
Уэс Андерсон активно использует осевую и центральную симметрии, лишает кадр перспективы, использует малую глубину резкости. Также режиссёр применяет неожиданные ракурсы: с уровня земли, поверх голов персонажей или фокусируясь на деталях предметов. Ещё один часто используемый приём — фрейминг (центральный объект в кадре помещается в «рамку» из других объектов). Кроме того, Уэс Андерсон тщательно декорирует происходящее на экране мелкими деталями, добиваясь эффекта отстранённости и театральности действия.
Камера в фильмах режиссёра движется преимущественно в двух измерениях, направления — симметричны и централизованны. Но в этих рамках Андерсон активно использует динамическое панорамирование «переброской», преимущественно в диалогах, быстрое масштабирование кадра и замедленную съёмку. Отдельное внимание Уэс уделяет цветовому решению, чаще всего палитра ограничена яркими, теплыми, насыщенными оттенками, напоминающими атмосферу семидесятых годов.
Режиссер очень увлечён покадровой анимацией, которая предоставляет ему неограниченные возможности по контролю кадра. Ярче всего это заметно в кукольных мультфильмах «Бесподобный мистер Фокс» и «Остров собак». После выхода «Бесподобного мистера Фокса» Андерсон начал активно использовать миниатюры и покадровую анимацию в игровых фильмах, например, в отдельных сценах, требующих компьютерной графики в «Королевстве полной луны» и «Отеле „Гранд Будапешт“».

### Литературные элементы
Уэс Андерсон активно используется технику закадрового голоса, добавляя в свои фильмы рассказчика. Но если в «Семейке Тененбаум» (2001) просто звучит закадровый голос, то в «Королевстве полной луны» (2012) и «Отеле „Гранд Будапешт“» (2014) рассказчики появляются в кадре, создавая впечатление погружения в литературное произведение.
На это же ощущение работают открывающая сцена с книгой в «Бесподобном мистере Фоксе» и «Отеле „Гранд Будапешт“» или деление повествования на главы в том же «Отеле Гранд Будапешт» и «Семейке Тененбаум». Причём в «Семейке Тененбаум» каждая глава начинается с кадра со страницей, на которой кроме названия можно увидеть и основных персонажей, которые будут участвовать в действии.
Кроме того, многие из персонажей Андерсона связаны с литературой или она оказывает на них сюжетообразующее влияние. В «Академии Рашмор» перемены в герое Джейсона Шварцмана начинаются с прочитанной в книге «Затонувшие сокровища» Жак-Ива Кусто цитаты[какой?], а в «Семейке Тененбаум» большая часть центральных героев — писатели. Написанные ими книги дополнительно характеризуют персонажей и отношения между ними.
В «Королевстве полной луны» образ Сьюзи Бишоп также отображают книги, которые она читает. Им даже посвящен отдельный проморолик, в котором рассказчик читает отрывки из её любимых книг.
Уэс Андерсон использует и реальную литературу в своих работах. По словам режиссёра, «Отель «Гранд Будапешт»» вдохновлён работами Стефана Цвейга, например, мемуарами писателя о побеге из Зальцбурга «Вчерашний мир. Записки европейца». Кроме того, некоторые элементы сюжета фильма, возможно, позаимствованы из плутовского романа Томаса Манна «Признания авантюриста Феликса Круля», в котором герой приезжает во Францию, устраивается служить лифтёром в фешенебельном отеле и завязывает роман с богатой писательницей.
«Французский вестник» — это прямое посвящение еженедельнику The New Yorker как памятнику классической журналистики. Персонажи фильма — альтер-эго реальных журналистов или герои их материалов.
Кроме того, режиссёр экранизировал уже две книги Роальда Даля: «Изумительный мистер Лис» и «Чудесная история Генри Шугара».

### Музыка
До «Водной жизни» постоянным композитором Андерсона был Марк Мазерсбо. Он написал оригинальные саундтреки к «Бутылочной ракете», «Академии Рашмор», «Семейке Тененбаум» и «Водной жизни Стива Зиссу». Затем режиссёр начал сотрудничество с Александром Деспла — «Бесподобный мистер Фокс», «Королевство полной луны», «Отель «Гранд Будапешт»», «Остров собак», «Французский вестник», «Город астероидов».
При этом и сам Андерсон — меломан, тщательно подбирающий все музыкальные композиции, звучащие в фильме, хороший пример этому — «Поезд на Дарджилинг».
В саундтреках Уэс Андерсон часто использует поп-музыку 60-х и 70-х гг., в каждом фильме обычно доминирует один исполнитель или направление.
В «Академии Рашмор» это был Кэт Стивенс, The Kinks и представители «британского вторжения», в «Семейке Тененбаум» — Нико, в «Водной жизни со Стивеном Зиссу» — Дэвид Боуи, в том числе в кавер-версиях. Группу The Kinks режиссер также использовал в «Поезде на Дарджилинг», основой для саундтрека «Бесподобного мистера Фокса» стали The Beach Boys, а в «Королевстве полной луны» — Хэнк Уильямс и Бенджамин Бриттен.
Саундтрек к «Поезду на Дарджилинг» был также вдохновлён музыкой из фильмов Сатьяджита Рая.
В «Отеле „Гранд Будапешт“», основное действие которого разворачивается примерно в 1930-е годы, нет поп-музыки. Весь саундтрек — оригинален, за него Александр Деспла получил премию «Оскар» за «лучшую музыку к фильму», а также BAFTA и несколько других.

### Постоянные участники
Уэс Андерсон часто работает над сценариями своих фильмов в соавторстве с друзьями Оуэном Уилсоном («Бутылочная ракета», «Академия Рашмор», «Семейка Тененбаум»), Ноа Баумбахом («Водная жизнь Стива Зиссу», «Бесподобный мистер Фокс»), Романом Копполой («Поезд на Дарджилинг», «Королевство полной луны»), Джейсоном Шварцманом («Поезд на Дарджилинг»).
Также у него есть пул актеров, которые снимаются из фильма в фильм: братья Уилсоны (Оуэн, Люк и Эндрю), Билл Мюррей (присутствует во всех фильмах со времен «Академии Рашмор», за исключением «Города астероидов»), Джейсон Шварцман, Анжелика Хьюстон, Уиллем Дефо, Эдвард Нортон, Кумар Паллана, Джефф Голдблюм, Боб Балабан, Эдриен Броуди, Тильда Суинтон, Тони Револори, Варис Ахлувалиа и Сеймур Кассель.
При этом, начиная с фильма «Бесподобный мистер Фокс», Андерсон также приглашает «звездных» актеров не из своей «обоймы» на одну из центральных ролей — Джордж Клуни для «Бесподобного мистера Фокса», Брюс Уиллис для «Королевства полной луны», Рэйф Файнс для «Отеля „Гранд Будапешт“», Брайан Крэнстон для «Острова собак», Бенисио Дель Торо для «Французского вестника», Скарлетт Йоханссон для «Города астероидов» и Бенедикт Камбербэтч для «Чудесной истории Генри Шугара».
Оператор всех игровых фильмов Уэса Андерсона, включая «Чудесную историю Генри Шугара» — Роберт Йомен.
Композиторов, с которыми работал Андерсон, всего двое: для первых четырёх фильмов режиссера саундтреки писал Марк Мазерсбо, для всех остальных — Александр Деспла.

## Фильмография

### Полнометражные фильмы
- 1996 — Бутылочная ракета (англ. Bottle Rocket)
- 1998 — Академия Рашмор (англ. Rushmore)
- 2001 — Семейка Тененбаум (англ. The Royal Tenenbaums)
- 2004 — Водная жизнь Стива Зиссу (англ. The Life Aquatic with Steve Zissou)
- 2007 — Поезд на Дарджилинг. Отчаянные путешественники (англ. The Darjeeling Limited)
- 2009 — Бесподобный мистер Фокс (англ. Fantastic Mr. Fox)
- 2012 — Королевство полной луны (англ. Moonrise Kingdom)
- 2014 — Отель «Гранд Будапешт» (англ. The Grand Budapest Hotel)
- 2018 — Остров собак (англ. Isle of Dogs)
- 2021 — Французский вестник (англ. The French Dispatch)
- 2023 — Город астероидов (англ. Asteroid City)
- 2025 — Финикийская схема (англ. The Phoenician Scheme)

### Короткометражные фильмы
- 1994 — Бутылочная ракета (англ. Bottle Rocket)
- 2007 — Отель «Шевалье» (англ. Hotel Chevalier)
- 2012 — Кинопоказ для отряда кузена Бена с Джейсоном Шварцманом (англ. Cousin Ben Troop Screening with Jason Schwartzman)
- 2013 — Кастелло-Кавальканти (итал. Castello Cavalcanti)
- 2023 — Чудесная история Генри Шугара (англ. The Wonderful Story of Henry Sugar)
- 2023 — Лебедь (англ. The Swan)
- 2023 — Крысолов (англ. The Rat Catcher)
- 2023 — Яд (англ. Poison)
- 2024 — Чудесная история Генри Шугара (фильм) (англ. The Wonderful Story of Henry Sugar and Three More)

## Награды и номинации
| Премия                         | Год  | Фильм                           | Категория                              | Результат |
| ------------------------------ | ---- | ------------------------------- | -------------------------------------- | --------- |
| «Оскар»                        | 2002 | «Семейка Тененбаум»             | Лучший оригинальный сценарий           | Номинация |
| «Оскар»                        | 2010 | «Бесподобный мистер Фокс»       | Лучший анимационный фильм              | Номинация |
| «Оскар»                        | 2013 | «Королевство полной луны»       | Лучший оригинальный сценарий           | Номинация |
| «Оскар»                        | 2015 | «Отель «Гранд Будапешт»»        | Лучший фильм                           | Номинация |
| «Оскар»                        | 2015 | «Отель «Гранд Будапешт»»        | Лучший режиссёр                        | Номинация |
| «Оскар»                        | 2015 | «Отель «Гранд Будапешт»»        | Лучший оригинальный сценарий           | Номинация |
| «Оскар»                        | 2019 | «Остров собак»                  | Лучший анимационный фильм              | Номинация |
| «Оскар»                        | 2024 | «Чудесная история Генри Шугара» | Лучший короткометражный фильм          | Победа    |
| «Золотой глобус»               | 2015 | «Отель „Гранд Будапешт“»        | Лучший фильм — комедия или мюзикл      | Победа    |
| «Золотой глобус»               | 2015 | «Отель „Гранд Будапешт“»        | Лучший режиссёр                        | Номинация |
| «Золотой глобус»               | 2015 | «Отель „Гранд Будапешт“»        | Лучший сценарий                        | Номинация |
| BAFTA                          | 2002 | «Семейка Тененбаум»             | Лучший оригинальный сценарий           | Номинация |
| BAFTA                          | 2010 | «Бесподобный мистер Фокс»       | Лучший анимационный фильм              | Номинация |
| BAFTA                          | 2013 | «Королевство полной луны»       | Лучший оригинальный сценарий           | Номинация |
| BAFTA                          | 2015 | «Отель „Гранд Будапешт“»        | Лучший фильм                           | Номинация |
| BAFTA                          | 2015 | «Отель „Гранд Будапешт“»        | Лучший режиссёр                        | Номинация |
| BAFTA                          | 2015 | «Отель „Гранд Будапешт“»        | Лучший оригинальный сценарий           | Победа    |
| BAFTA                          | 2019 | «Остров собак»                  | Лучший анимационный фильм              | Номинация |
| «Выбор критиков»               | 2010 | «Бесподобный мистер Фокс»       | Лучший адаптированный сценарий         | Номинация |
| «Выбор критиков»               | 2013 | «Королевство полной луны»       | Лучший оригинальный сценарий           | Номинация |
| «Выбор критиков»               | 2015 | «Отель „Гранд Будапешт“»        | Лучший режиссёр                        | Номинация |
| «Выбор критиков»               | 2015 | «Отель „Гранд Будапешт“»        | Лучший оригинальный сценарий           | Номинация |
| «Независимый дух»              | 1999 | «Академия Рашмор»               | Лучший режиссёр                        | Победа    |
| «Независимый дух»              | 2006 | «Кальмар и кит»                 | Лучший фильм                           | Номинация |
| «Независимый дух»              | 2013 | «Королевство полной луны»       | Лучший фильм                           | Номинация |
| «Независимый дух»              | 2013 | «Королевство полной луны»       | Лучший режиссёр                        | Номинация |
| «Независимый дух»              | 2013 | «Королевство полной луны»       | Лучший сценарий                        | Номинация |
| «Сатурн»                       | 2015 | «Отель „Гранд Будапешт“»        | Лучший сценарий                        | Номинация |
| «Спутник»                      | 2005 | «Водная жизнь Стива Зиссу»      | Лучший оригинальный сценарий           | Номинация |
| «Спутник»                      | 2012 | «Королевство полной луны»       | Лучший оригинальный сценарий           | Номинация |
| Берлинский кинофестиваль       | 2002 | «Семейка Тененбаум»             | Золотой медведь                        | Номинация |
| Берлинский кинофестиваль       | 2005 | «Водная жизнь Стива Зиссу»      | Золотой медведь                        | Номинация |
| Берлинский кинофестиваль       | 2014 | «Отель „Гранд Будапешт“»        | Золотой медведь                        | Номинация |
| Берлинский кинофестиваль       | 2014 | «Отель „Гранд Будапешт“»        | Гран-при жюри                          | Победа    |
| Берлинский кинофестиваль       | 2018 | «Остров собак»                  | Золотой медведь                        | Номинация |
| Берлинский кинофестиваль       | 2018 | «Остров собак»                  | Серебряный медведь за лучшую режиссуру | Победа    |
| Венецианский кинофестиваль     | 2007 | «Поезд на Дарджилинг»           | Золотой лев                            | Номинация |
| Венецианский кинофестиваль     | 2007 | «Поезд на Дарджилинг»           | Маленький Золотой лев                  | Победа    |
| Каннский кинофестиваль         | 2012 | «Королевство полной луны»       | Золотая пальмовая ветвь                | Номинация |
| Каннский кинофестиваль         | 2021 | «Французский вестник»           | Золотая пальмовая ветвь                | Номинация |
| Каннский кинофестиваль         | 2023 | «Город астероидов»              | Золотая пальмовая ветвь                | Номинация |
| «Сезар»                        | 2015 | «Отель „Гранд Будапешт“»        | Лучший иностранный фильм               | Номинация |
| «Давид ди Донателло»           | 2014 | «Отель „Гранд Будапешт“»        | Лучший иностранный фильм               | Победа    |
| Премия Гильдии режиссёров США  | 2015 | «Отель „Гранд Будапешт“»        | Лучший режиссёр                        | Номинация |
| Премия Гильдии продюсеров США  | 2010 | «Бесподобный мистер Фокс»       | Лучший анимационный фильм              | Номинация |
| Премия Гильдии продюсеров США  | 2013 | «Королевство полной луны»       | Лучший фильм                           | Номинация |
| Премия Гильдии продюсеров США  | 2015 | «Отель „Гранд Будапешт“»        | Лучший фильм                           | Номинация |
| Премия Гильдии сценаристов США | 2002 | «Семейка Тененбаум»             | Лучший оригинальный сценарий           | Номинация |
| Премия Гильдии сценаристов США | 2013 | «Королевство полной луны»       | Лучший оригинальный сценарий           | Номинация |
| Премия Гильдии сценаристов США | 2015 | «Отель „Гранд Будапешт“»        | Лучший оригинальный сценарий           | Победа    |
| Премия Гильдии сценаристов США | 2022 | «Французский вестник»           | Лучший оригинальный сценарий           | Номинация |